# Арисугава-но-мия Такэхито
Принц Арисугава Такэхито (яп. 有栖川宮 威仁親王 Арисугава-но-Мия Такэхито-синно:, 13 января 1862, Киото — 5 июля 1913) — 10-й глава дома Арисугава-но-мия, ветви японской императорской семьи, и адмирал (с 28 июня 1905 года) Императорского флота Японии.

## Молодость
Принц Такэхито родился в Киото. Он был членом дома Арисугава-но-мия (有栖川宮家), который являлся одной из ветвей Императорской семьи Японии. Этот дом имел право наследовать Трон Хризантемы в случае вымирания главной линии. Когда принц родился, в стране все ещё продолжалось правление сёгуната. Арисугаву послали в буддистское духовенство и поручили служить в храме Мёхоин в Киото. После Реставрации Мэйдзи о нём вспомнили и призвали в Токио в 1871 году.

## Военно-морская и дипломатическая карьера
В 1874 году, по приказу императора Мэйдзи, принц Арисугава поступил в японскую императорскую военно-морскую академию.
В 1877 году, несмотря на свою молодость, он был отправлен в качестве наблюдателя в места Сацумского восстания и основался в Кагосима вскоре после того, как городу была обеспечена защита имперских войск.
В 1879 году князь Арисугава был направлен в качестве военного атташе в Великобританию и поступил служить на HMS Iron Duke, флагман Королевского флота Великобритании, для дальнейшего обучения и практики. После годовой службы в составе эскадры он вернулся в Японию.
В 1880 году, вскоре после его свадьбы, принца Арисугаву снова направили в Англию, на этот раз курсантом в Королевский военно-морской колледж в Гринвиче. Он вернулся в Японию в июне 1883 года.
Принц и принцесса Арисугава отправились в длительное путешествие по Европе и Америке в 1889 году.
Впервые Арисугава проявил себя как командир военно-морского корабля в начале 1890 года, когда его назначили командиром корвета Кацураги; в этом же году он стал командиром крейсера Такао. В 1892 году Арисугава была назначен капитаном крейсера Чиода.
15 января 1895 года принц унаследовал титул Арисугава-но-Мия после смерти своего сводного брата, принца Арисугавы Тарухито.
Во время Первой китайско-японской войны (1894—1895) Арисугава командовал крейсером Мацусима, а впоследствии — крейсером Хасидатэ, который принимал участие в боевых действиях. Он получил звание контр-адмирала 11 ноября 1896 года.
В 1896 году он снова отправился в Англию, чтобы представлять императора Мэйдзи на празднованиях шестидесятилетия королевы Виктории.
Принц Арисугава получил звание вице-адмирала 26 сентября 1899 года. Был назначен полным адмиралом 28 июня 1905 года; тогда же император Мэйдзи вручил князю Орден Золотого коршуна 3-й степени за его службу во время русско-японской войны. Он снова посетил Европу в 1905 году, когда он и его жена представляли императора Мэйдзи на свадьбе немецкого кронпринца Вильгельма (1882—1951) на княгине Сесиль Мекленбургской-Швериной. Они вновь посетили Великобританию на обратном пути в Японию. В ходе этого визита король Эдуард VII сделал князя Арисугаву кавалером ордена Бани.

## Приём цесаревича Николая
15 апреля 1891 года русский цесаревич Николай II прибыл в Японию в рамках своего путешествия. Это был первый визит члена русской царской семьи в Японию, поэтому японское правительство с чрезвычайным вниманием отнеслось к прибытию Николая II, для его сопровождения в путешествии выбрали принца Такэхито. Когда Николай II прибыл в Киото, к нему с приветственным визитом прибыла делегация, возглавляемая принцем Такэхито, принц поприветствовал цесаревича и вручил ему подарок: две дорогие напольные вазы. После инцидента в Оцу, когда при попытке покушения на Николая II последний был ранен, принц Тарухито, сопровождавший в тот момент цесаревича, по прошествии 20 минут после инцидента отправил телеграмму, в которой заявил об ужасном характере раны цесаревича. Эта телеграмма вызвала панику в японском правительстве. Когда после этого инцидента Николай II решил вернуться в Россию, он пригласил на обед группу японцев, включая Арисугаву. Обед прошёл на борту корабля Николая II «Память Азова».

## Взгляды на прогресс
Арисугава стал одним из самых первых японских автомобилистов: в 1905 году он совершил путешествие в Европу и привёз оттуда автомобиль марки Darracq. 12 октября 1905 года Арисугава приехал в императорский дворец на одном из самых первых в Японии автомобилей. На придворных это произвело большое впечатление, и впоследствии многие из них сами обзавелись автомобилями. После этого Арисугаву стали называть «моторным князем».